# Marialva (Paraná)
Marialva is een gemeente in de Braziliaanse deelstaat Paraná. De gemeente telt 31.397 inwoners (schatting 2009).

## Aangrenzende gemeenten
De gemeente grenst aan Astorga, Bom Sucesso, Floresta, Itambé, Mandaguari, Maringá en Sarandi.

## Geboren
- Rômulo Cardoso (2002), voetballer